# Loepa
Loepa — род чешуекрылых из семейства павлиноглазок и подсемейства Arsenurinae.

## Систематика

### Основные виды
- Loepa katinka (Westwood, 1848) — Юго-Восточная Азия
- Loepa megacore Jordan, 1911 — Сандалэнд
- Loepa sikkima (Moore, 1866) — Северо-Восточные Гималаи и Сандалэнд